# GKSカトヴィツェ
GKSカトヴィツェ（GKS Katowice (ポーランド語発音: [ɡʲɛ ka ˈɛs katɔˈvitsɛ])）は、ポーランド・シロンスク県カトヴィツェに本拠地を置くサッカークラブである。2023-24シーズンはIリガに所属している。

## 歴史
1964年、カトヴィツェに本拠地を置いていた複数のクラブが合併し、GKSカトヴィツェが誕生。翌1965年からポーランドサッカーのトップリーグ（現エクストラクラサ）に参戦した。
1971年に一度2部リーグに降格してしまうが、すぐに復帰。1985年にはクラブ史上初めてポーランド・カップの決勝に進出したが、PK戦までもつれた末にヴィジェフ・ウッチに敗れた。翌年も2年連続でカップ決勝に進み、今度はグールニク・ザブジェを破り、クラブ初のタイトルを手にした。1986年から1995年までの期間はクラブの黄金期であり、リーグ準優勝4回、ポーランドスーパーカップ優勝2回、ポーランドカップ優勝3回の成績を収めた。
また1970年にはクラブ初の国際大会参戦となったインターシティーズ・フェアーズカップでFCバルセロナと対戦。1986-1987シーズンから約10年間、ヨーロッパの国際大会に参加した。
しかし1990年代末ごろから慢性的な財政難に苦しみ、2004-05シーズンはエクストラクラサを最下位の14位で終え、Iリガに降格した。その後も成績は下降線をたどり、一時は4部リーグでのプレーを余儀なくされた。その後、経営体制の改革が行われ、2006年6月に3部、2007年6月に2部に復帰した。現在は2部と3部を行き来している。

## タイトル

### 国内タイトル
- ポーランド・カップ

 (3): 1986, 1991, 1993
- ポーランド・スーパーカップ

 (2): 1991, 1995

### 国際タイトル
なし

## 欧州国際大会での成績
| シーズン | 大会                                 | ラウンド |                    | 対戦クラブ                                     | 結果     |
| -------- | ------------------------------------ | -------- | ------------------ | ---------------------------------------------- | -------- |
| 1970–71  | インターシティーズ・フェアーズカップ | 1R       | スペインの旗       | FCバルセロナ                                   | 0–1, 2–3 |
| 1986–87  | UEFAカップウィナーズカップ           | 1R       | アイスランドの旗   | フラム・レイキャヴィーク                       | 3–0, 1–0 |
|          |                                      | 2R       | スイスの旗         | FCシオン                                       | 2–2, 0–3 |
| 1987–88  | UEFAカップ                           | 1R       | ルーマニアの旗     | FCスポルトゥル・ストゥデンツェスク・ブカレスト | 0–1, 1–2 |
| 1988–89  | UEFAカップ                           | 1R       | スコットランドの旗 | レンジャーズFC                                 | 0–1, 2–4 |
| 1989–90  | UEFAカップ                           | 1R       | フィンランドの旗   | ロヴァニエメン・パロセウラ                     | 1–1, 0–1 |
| 1990–91  | UEFAカップ                           | 1R       | フィンランドの旗   | トゥルン・パロセウラ                           | 3–0, 1–0 |
|          |                                      | 2R       | ドイツの旗         | バイエル・レバークーゼン                       | 1–2, 0–4 |
| 1991–92  | UEFAカップウィナーズカップ           | 1R       | スコットランドの旗 | マザーウェルFC                                 | 2–0, 1–3 |
|          |                                      | 2R       | ベルギーの旗       | クラブ・ブルッヘ                               | 0–1, 0–3 |
| 1992–93  | UEFAカップ                           | 1R       | トルコの旗         | ガラタサライSK                                 | 0–0, 1–2 |
| 1993–94  | UEFAカップウィナーズカップ           | 1R       | ポルトガルの旗     | SLベンフィカ                                   | 0–1, 1–1 |
| 1994–95  | UEFAカップ                           | Q        | ウェールズの旗     | インター・カーディフFC                         | 2–0, 6–0 |
|          |                                      | 1R       | ギリシャの旗       | アリス・テッサロニキ                           | 1–0, 0–1 |
|          |                                      | 2R       | フランスの旗       | FCジロンダン・ボルドー                         | 1–0, 1–1 |
|          |                                      | 3R       | ドイツの旗         | バイエル・レバークーゼン                       | 1–4, 0–4 |
| 1995–96  | UEFAカップウィナーズカップ           | Q        | アルメニアの旗     | FCアララト・エレバン                           | 2–0, 0–2 |
| 2003–04  | UEFAカップ                           | Q        | 北マケドニアの旗   | FKセメンタリニカ55                             | 0–0, 1–1 |

## 歴代所属選手
- ヤン・フルトク
- ピオトル・ピエカルチク
- ロマン・シェフチク
- ムサ・ヤハヤ
- アンジェイ・ルディ
- ピオトル・シビエルチェフスキ
- ヤヌシュ・ヨイコ
- マレク・コニアレク
- ミロスワフ・クビシュタル
- マレク・シビエルチェフスキ
- ミロスワフ・シュナウツネル
- スワヴォミル・ヴォイチェホフスキ
- アドミル・アジェム
- バルトシュ・カルヴァン
- パヴェウ・ブロジェク
- ミロスワフ・ヴィドゥフ